# Elecciones estatales de Berlín Occidental de 1948
La elección estatal de Berlín Occidental del 5 de diciembre de 1948 se llevó a cabo en circunstancias excepcionales. Se convocó debido a la división política de la ciudad tras haber sido dividida en Berlín occidental y Berlín oriental dos años antes. Las elecciones se llevaron a cabo sólo en Berlín occidental en consecuencia. Además, el proceso electoral se enmarcó dentro del crítico contexto del Bloqueo de Berlín.
A esto se sumó el hecho de que el alcalde Otto Ostrowski había sido sacado del poder el 11 de abril de 1947 a petición de su propia facción en el ayuntamiento tras un voto de censura, debido a no haber despedido a los funcionarios del SED de la administración.
Su sucesor en 1947 fue el ministro de Transporte Ernst Reuter, pero debido a un veto de la Administración Militar Soviética no podía presentarse a la reelección en las elecciones de 1948.
El SPD, a pesar de esto, postuló a Reuter, la CDU postuló a Ferdinand Friedensburg.
El SPD experimentó su mayor éxito electoral: aumentó en 15,8 puntos porcentuales y alcanzó el 64,5% de los votos, la mayor puntuación que ha recibido alguna vez un partido en elecciones democráticas en Alemania. La CDU se redujo en 2,8 puntos porcentuales, hasta el 19,4% de los votos, mientras que el LPD  llegó al 16,1% de los votos. Otros partidos (incluyendo al SED, que consideró la elección como ilegítima) no participaron.
En estas elecciones no se eligió a la Cámara de Diputados de Berlín, sino al Berliner Stadtverordnetenversammlung, parlamento de la ciudad en aquel entonces.
Aunque el SPD tenía una mayoría absoluta significativa, formó debido a la situación de crisis una coalición negro-amarillo-rojo con la CDU y el LDP. Como resultado, Ernst Reuter fue elegido alcalde, y esta vez se le permitió desempeñar oficialmente sus funciones.

## Resultados
Los resultados fueron:
| Elecciones de 1948 | Elecciones de 1948 | Elecciones de 1948 | Elecciones de 1948 | Elecciones de 1948 |
| ------------------ | ------------------ | ------------------ | ------------------ | ------------------ |
| Hab. inscritos     | Hab. inscritos     | 1.586.461          |                    |                    |
| Participación      | Participación      | 1.369.492          | 86,3 %             |                    |
|                    | SPD                | 858.461            | 64,5 %             | 76 escaños         |
|                    | CDU                | 258.664            | 19,4 %             | 26 escaños         |
|                    | LDP                | 214.145            | 16,1 %             | 17 escaños         |
| Total              | Total              | 1.331.270          | 100,0 %            | 119 escaños        |